# Регзор
Регзор (піски Шох) — невелика піщана пустеля на південному заході Таджикистану, є однією з тих, які ще не розорані. Повністю розташована на території Кубодійонського району Хатлонської області.

## Географічне положення
Пустеля із заходу обмежена долиною нижньої течії річки Кафірніган, на сході — гірським масивом Актау, на південному сході та півдні — долиною річки Амудар'я, на півночі — полями та садами сіл Кабодійонського району.
Найвищою точкою пустелі є піщаний бугор Кухандиз на сході з висотою 446,3 м.

## Біота
Пустеля вкрита злаковими рослинами та використовується для випасу худоби. Піски без трав'янистого покриву представлені поодинокими барханами. Деревно-чагарникова рослинність представлена невеликими гаями та посадками саксаулу Haloxylon persicum, в вологих зниженнях — чагарників тамариску Tamarix sp. та лоху Eleagnus sp. У зниженнях розвинена також трав'яниста рослинність з переважанням тростини Phragmites australis та верблюжої колючки Alhagi persarum. Поблизу села Саїдназар Худойкулов знаходиться гай туранги Populus pruinosa.
Західні схили гірського хребта Актау на східній межі пустелі вкриті злаковими рослинами та використовуються для випасу худоби, зустрічаються також невисокі чагарники. Тут також знаходяться невеликі масиви незакріплених пісків.
По межа пустелі знаходяться поля, сади (гранат, абрикос, шовковиця тощо), меліоративні канали та штучні водойми, наприклад, штучне озеро Чоркуль.